# Salinas (Minas Gerais)
Salinas – miasto i gmina w Brazylii, w stanie Minas Gerais.